# 郭绍唐 (苏联)
郭绍唐（1905年1月17日—1988年12月22日）又名郭肇唐、郭少棠、郭绍棠、郭肇堂，筆名葉夫根尼·郭（俄语：Евгений Куо），俄语名阿法纳西·加夫里洛维奇·克里莫夫（俄语：Афанасий Гаврилович Крымов），浙江省余姚周巷人（今属浙江省慈溪市），中国共产党早期党员，后加入苏联国籍，任苏联科学院东方研究所研究员。中华人民共和国成立后，曾在1957年、1986年两次回到中国访问。

## 生平
郭绍唐是中国共产党早期党员。1924年加入中国社会主义青年团，1925年加入中国共产党并参与五卅运动，之后赴苏联东方劳动者共产主义大学学习。
1927年从东方劳动者共产主义大学毕业回国，1927年末国民党清党，受中共中央派遣又赴苏联。
1928年加入联共，在红色教授学院学习。
从1929年开始，先后担任中共驻共产国际代表团代表；在东方劳动者共产主义大学、莫斯科中山大学担任翻译；作为《共产国际》杂志编辑之一，是杂志中文版主编。
1930-1932年在国际农业研究所工作。1932年担任联共（布）中央委员会远东局指导委员、农村工作部人民委员。
1934年从红色教授学院毕业，授予历史科学副博士学位并永久定居苏联。同年在共产国际执行委员会工作。1935年与康生作为中共代表团代表参与共产国际七大，会后成为季米特洛夫的秘书之一。
1937年5月至1938年3月，担任民族殖民地问题研究所科学部副主任。
1938年苏联大清洗期间被捕，郭绍唐蒙冤入狱，服刑后被流放西伯利亚，18年后才获得平反回到莫斯科。
1955年任苏联科学院东方研究所研究员。
1970年任苏联科学院东方研究所中国部顾问。
1988年逝世，埋葬于霍万斯基公墓。

## 家庭
兄长：郭静唐(1903-1952)，原名寅牛，一名挹青，宁琴堂。1920年加入中国社会主义青年团。1925年加入中国共产党。1932年到上海接办“天马书店”，从事左翼作家著作出版工作。1937年抗日戰爭爆發後返余姚任战时政工队副队长，主编《战斗》周刊，创办《浙东日报》。1944年后任浙东游击纵队司令秘书长、浙东参议会副议长、浙东行政委员会委员兼行署民政处长、浙东工商管理局长等职。浙东游击纵队北撤后转战苏皖鲁根据地，先后任山东省工商总局秘书主任、济南市军管会工商部长、山东省税务局长等职。1949年随人民解放军南下，历任杭州市军管会工业部副部长兼工商局长、市经济委员会副主任、浙江企业公司董事长、省人民政府委员、省财政经济委员会委员兼工业厅副厅长等职。1952年7月30日，郭静唐因病在上海逝世。

## 轶闻

### “四大教授”
郭绍唐在红色教授学院学习期间，曾与同时期一起在红色教授学院就读的张闻天、王稼祥、沈泽民一起被称为“四大教授”。

### 1957年郭绍唐访华事件
1957年秋，已加入苏联国籍的郭绍唐应周恩来邀请，偕苏联夫人及女儿回中国访问。受到刘少奇、周恩来会见，中国共产党的不少老同志轮流为郭绍唐设宴。李立三也在家设宴，邀请杨尚昆、李维汉等老同志参加。
1959年庐山会议上，康生将1957年和郭绍唐有过接触的中共中央委员召集起来，宣布郭绍唐是苏联特务，认为1957年郭绍唐来华访问是有任务的，要求大家断绝同郭绍唐的来往。康生还放出风声称，李立三的妻子李莎是苏联籍，李立三有里通外国嫌疑。